# Улица Владимира Ивасюка (Чернигов)
Улица Владимира Ивасюка (до 2024 года — улица Менделеева) (укр. Вулиця Володимира Івасюка) — улица в Деснянском районе города Чернигова. Пролегает от улицы Шевченко до улицы Гетмана Полуботка, но без проезда к ней.
Примыкают улицы Дмитрия Лизогуба, Милорадовичей (её проезд).

## История
Улица Тарновского — в честь общественного и культурного деятеля Василия Васильевича Тарновского (младшего) — была проложена в начале 20 века и застроена индивидуальными домами. 
В 1940 году улица Тарновского была переименована на улица Менделеева — в честь русского учёного-энциклопедиста, автора периодического закона Дмитрия Ивановича Менделеева.
С целью проведения политики очищения городского пространства от топонимов, которые возвеличивают, увековечивают, пропагандируют или символизируют Российскую Федерацию и Республику Беларусь, 8 февраля 2024 года улица получила современное название — в честь советского украинского композитора, поэта, певца, Героя Украины Владимира Михайловича Ивасюка, согласно Решению Черниговского городского совета № 37/VIII-21 «Про переименование улиц в городе Чернигове» («Про перейменування вулиць у місті Чернігові»).

## Застройка
Улица пролегает в северо-западном направлении — параллельно улицам Оборонцев Чернигова (Александра Молодчего) и Милорадовичей. Состоит из двух участков по 150 и 170 м, с проездом через примыкающую улицу Дмитрия Лизогуба. Парная и непарная стороны улицы заняты усадебной жилой и нежилой застройкой, частично многоэтажной жилой застройкой (один 9-этажный дом).
На углу улиц Менделеева и Шевченко сохранились два усадебных дома (№№ 1/36 и 1), где в конце 19 века был сиротский приют, в стиле украинского модерна — сейчас диспансер и суд-мед экспертиза. На углу с улицей Гетмана Полуботка расположены часть корпусов университета Черниговский коллегиум (№ 8/53).
|         |         |         |                                                    |
| дом № 3 | дом № 4 | дом № 6 | слева корпус университета «Черниговский коллегиум» |

Учреждения:
1. дом № 1/36 — Областное бюро судебно-медицинской экспертизы
2. дом № 4 — Системы водоснабжения, отопления, канализацииотопительное оборудование и системы. Учебно-производственное предприятие «УТОС»
3. дом № 5 — Учебно-производственное предприятие «УТОС»

Есть ряд значимых и рядовых исторических зданий, что не являются памятниками архитектуры или истории: усадебные дома №№ 1/36, 1, 3, 4, 6; корпус университета «Черниговский коллегиум» № 8/53.